# Saint-Quentin-de-Baron
Pour les articles homonymes, voir Saint-Quentin (homonymie) et Baron.
Saint-Quentin-de-Baron est une commune du Sud-Ouest de la France, située dans le département de la Gironde en région Nouvelle-Aquitaine.

## Géographie

### Localisation
Commune située dans l'aire d'attraction de Bordeaux et dans unité urbaine, sur la route nationale 136 entre Bordeaux et Castillon-la-Bataille.

### Communes limitrophes
Les communes limitrophes sont Nérigean au nord, Tizac-de-Curton au nord-est, Espiet au sud-est, Camiac-et-Saint-Denis au sud et Baron à l'ouest.
|       | Nérigean               | Tizac-de-Curton |
| Baron | Saint-Quentin-de-Baron |                 |
|       | Camiac-et-Saint-Denis  | Espiet          |

### Climat
Pour des articles plus généraux, voir Climat de la Nouvelle-Aquitaine et Climat de la Gironde.
Historiquement, la commune est exposée à un climat océanique aquitain.  
En 2020, Météo-France publie une typologie des climats de la France métropolitaine dans laquelle la commune est exposée à un climat océanique et est dans la région climatique Aquitaine, Gascogne, caractérisée par une pluviométrie abondante au printemps, modérée en automne, un faible ensoleillement au printemps, un été chaud (19,5 °C), des vents faibles, des brouillards fréquents en automne et en hiver et des orages fréquents en été (15 à 20 jours).
Pour la période 1971-2000, la température annuelle moyenne est de 12,9 °C, avec une amplitude thermique annuelle de 14,6 °C. Le cumul annuel moyen de précipitations est de 862 mm, avec 11,9 jours de précipitations en janvier et 6,7 jours en juillet. Pour la période 1991-2020, la température moyenne annuelle observée sur la station météorologique la plus proche, située sur la commune de Saint-Émilion à 13 km à vol d'oiseau, est de 13,9 °C et le cumul annuel moyen de précipitations est de 798,1 mm,. Pour l'avenir, les paramètres climatiques de la commune estimés pour 2050 selon différents scénarios d’émission de gaz à effet de serre sont consultables sur un site dédié publié par Météo-France en novembre 2022.

## Urbanisme

### Typologie
Au 1er janvier 2024, Saint-Quentin-de-Baron est catégorisée bourg rural, selon la nouvelle grille communale de densité à sept niveaux définie par l'Insee en 2022.
Elle appartient à l'unité urbaine de Bordeaux, une agglomération intra-départementale regroupant 73  communes, dont elle est une commune de la banlieue,,. Par ailleurs la commune fait partie de l'aire d'attraction de Bordeaux, dont elle est une commune de la couronne,. Cette aire, qui regroupe 275 communes, est catégorisée dans les aires de 700 000 habitants ou plus (hors Paris),.

### Occupation des sols

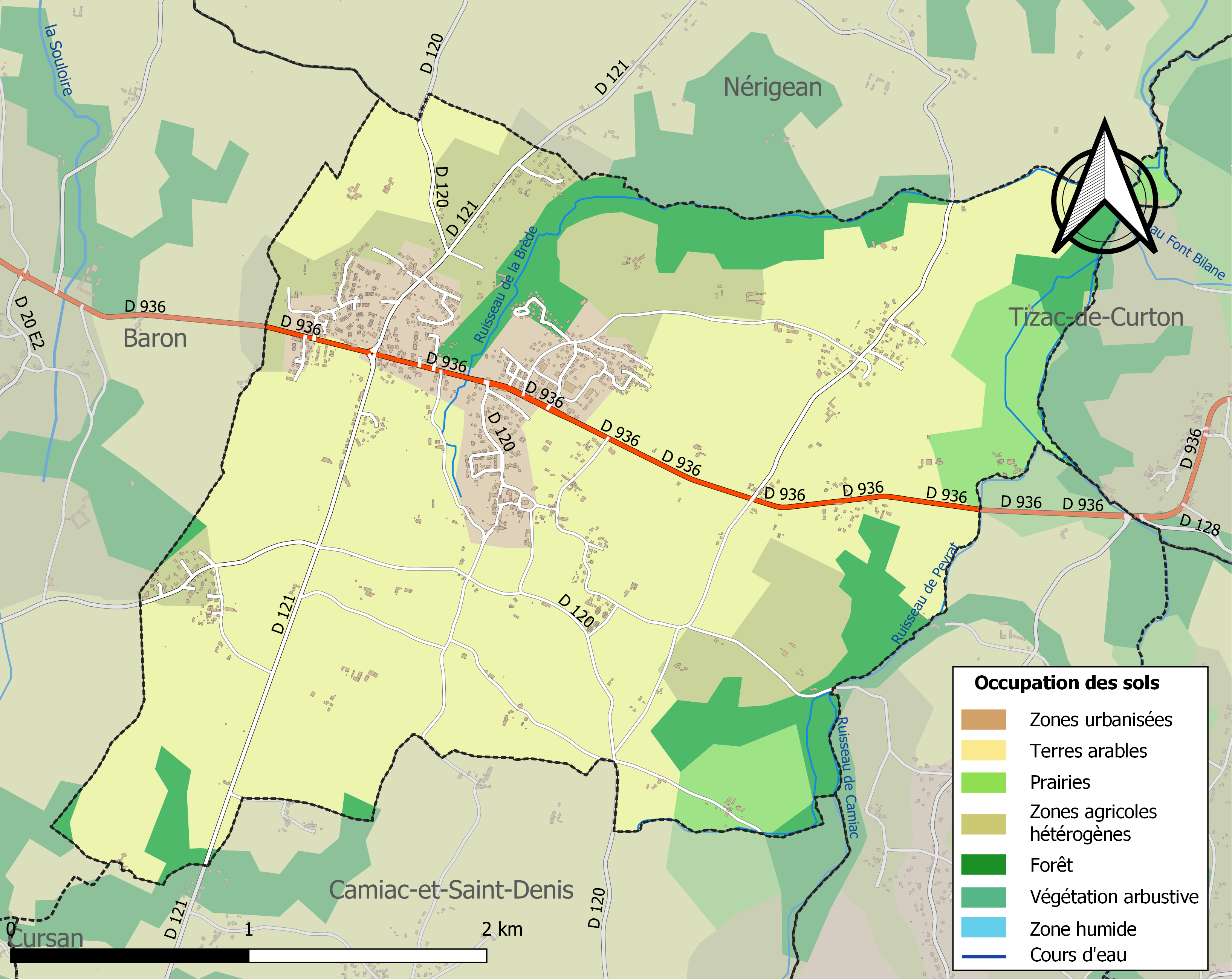
Carte des infrastructures et de l'occupation des sols de la commune en 2018 (CLC).

L'occupation des sols de la commune, telle qu'elle ressort de la base de données européenne d’occupation biophysique des sols Corine Land Cover (CLC), est marquée par l'importance des territoires agricoles (81,1 % en 2018), en diminution par rapport à 1990 (86,1 %). La répartition détaillée en 2018 est la suivante : 
cultures permanentes (59,9 %), zones agricoles hétérogènes (11,9 %), forêts (11,1 %), zones urbanisées (7,8 %), prairies (5,7 %), terres arables (3,5 %). L'évolution de l’occupation des sols de la commune et de ses infrastructures peut être observée sur les différentes représentations cartographiques du territoire : la carte de Cassini (XVIIIe siècle), la carte d'état-major (1820-1866) et les cartes ou photos aériennes de l'IGN pour la période actuelle (1950 à aujourd'hui).

### Voies de communication et transports
La commune est desservie par le réseau de cars départemental TransGironde et par les bus Calibus de la Cali.
La ville est également reliée aux autres communes par un réseau de routes départementales et communales, qui est régulièrement entretenu par la municipalité.

### Risques majeurs
Le territoire de la commune de Saint-Quentin-de-Baron est vulnérable à différents aléas naturels : météorologiques (tempête, orage, neige, grand froid, canicule ou sécheresse), mouvements de terrains et séisme (sismicité faible). Un site publié par le BRGM permet d'évaluer simplement et rapidement les risques d'un bien localisé soit par son adresse soit par le numéro de sa parcelle.
Les mouvements de terrains susceptibles de se produire sur la commune sont des affaissements et effondrements liés aux cavités souterraines (hors mines). Par ailleurs, afin de mieux appréhender le risque d’affaissement de terrain, un inventaire national permet de localiser les éventuelles cavités souterraines sur la commune.

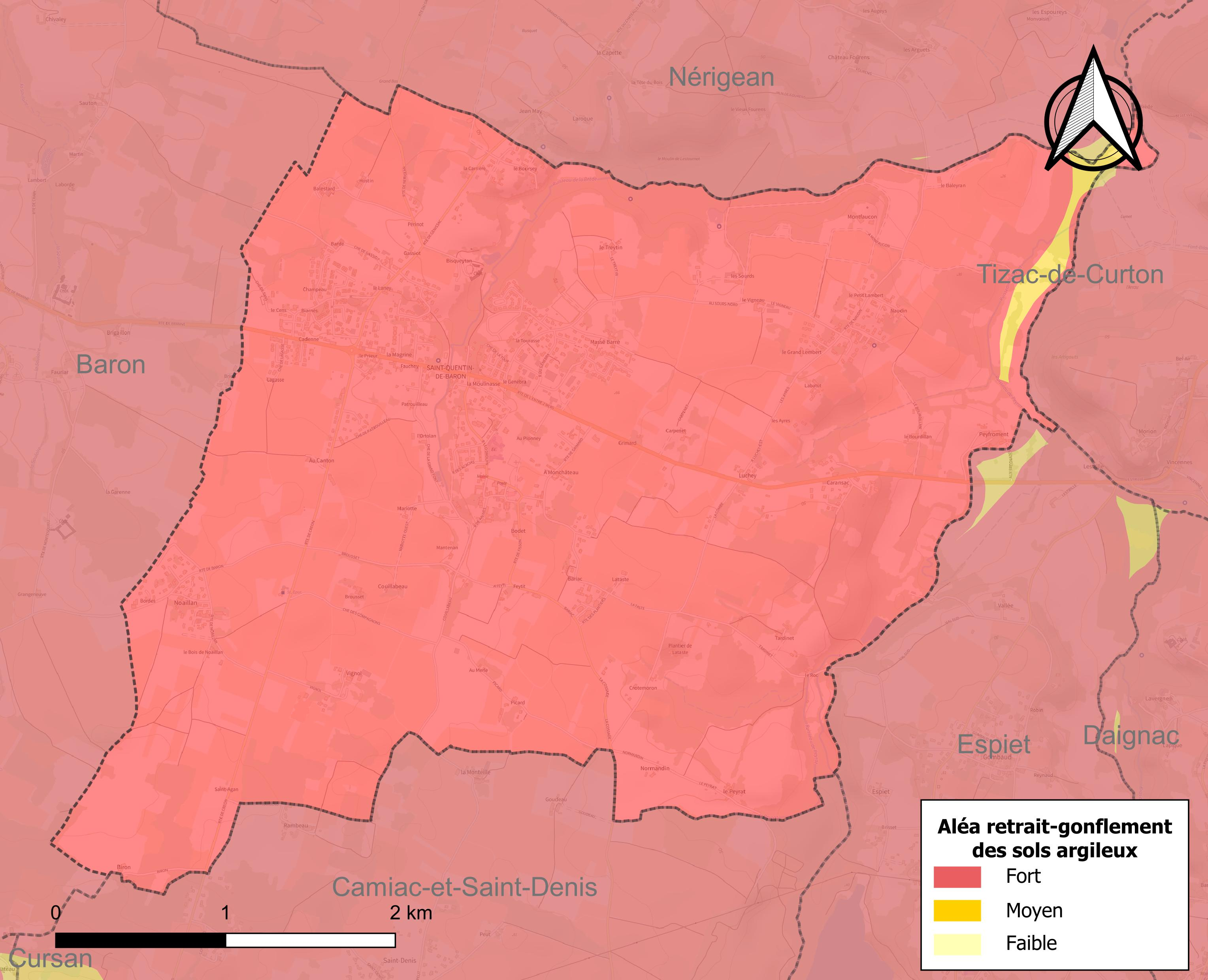
Carte des zones d'aléa retrait-gonflement des sols argileux de Saint-Quentin-de-Baron.

Le retrait-gonflement des sols argileux est susceptible d'engendrer des dommages importants aux bâtiments en cas d’alternance de périodes de sécheresse et de pluie. La totalité de la commune est en aléa moyen ou fort (67,4 % au niveau départemental et 48,5 % au niveau national). Sur les 742 bâtiments dénombrés sur la commune en 2019,  742 sont en aléa moyen ou fort, soit 100 %, à comparer aux 84 % au niveau départemental et 54 % au niveau national. Une cartographie de l'exposition du territoire national au retrait gonflement des sols argileux est disponible sur le site du BRGM,.
La commune a été reconnue en état de catastrophe naturelle au titre des dommages causés par les inondations et coulées de boue survenues en 1982, 1999 et 2009, par la sécheresse en 2005 et 2012 et par des mouvements de terrain en 1999.

## Toponymie
Le nom de la commune provient du nom du saint patron de la paroisse, saint Quentin (en latin sanctus Quintinus), apôtre romain du IIIe siècle qui évangélisa la Gaule.

La terminaison -de-Baron tient à la proximité de la paroisse de Baron dont l'origine du toponyme serait un patronyme germanique Baro qui signifie « homme ».
En gascon, le nom de la commune est Sent Quentin de Baron.

## Histoire
À la Révolution, la paroisse Saint-Quentin-de-Baron forme la commune de Saint-Quentin-de-Baron.
À la fin des années 1970 et au début des années 1980, la commune développe une intense activité socio-culturelle au travers du Centre rural d'animation culturelle de l'Entre-deux-Mers qui donne le jour au Jeune Orchestre symphonique de l'Entre-deux-Mers en 1988 et voit Jack Lang assister à la Fête de la musique organisée en 1986. La place du 21 juin est baptisée en souvenir de l'événement,,.

## Politique et administration

### Administration municipale
Le nombre d'habitants au dernier recensement étant compris entre 1 500 et 2 499, le nombre de membres du conseil municipal est de 19.

### Liste des maires
| Période                                  | Période        | Identité                | Étiquette   | Qualité                                            |
| ---------------------------------------- | -------------- | ----------------------- | ----------- | -------------------------------------------------- |
| Les données manquantes sont à compléter. |                |                         |             |                                                    |
| 1977                                     | 2014           | Christian Mur           | PS          | Conseiller général du canton de Branne (1998-2015) |
| mars 2014                                | septembre 2014 | Jean-Christophe Bricard | DVG         |                                                    |
| septembre 2014                           | 2020           | Jack Allais             | UMP puis LR | Retraité de la fonction publique.                  |
| 2020                                     | En cours       | Stéphanie Dupuy         |             |                                                    |

### Jumelages
Au 8 août 2017, Saint-Quentin-de-Baron est jumelée avec,, :
- Kalyvès (Grèce) depuis 1992.

## Démographie
Les habitants sont appelés les Saint-Quentinais ou Saint-Quentinois.
| 1793 | 1800 | 1806 | 1821 | 1831 | 1836 | 1841 | 1846 | 1851 |
| ---- | ---- | ---- | ---- | ---- | ---- | ---- | ---- | ---- |
| 725  | 674  | 699  | 644  | 637  | 618  | 619  | 620  | 622  |

| 1856 | 1861 | 1866 | 1872 | 1876 | 1881 | 1886 | 1891 | 1896 |
| ---- | ---- | ---- | ---- | ---- | ---- | ---- | ---- | ---- |
| 619  | 658  | 669  | 693  | 666  | 679  | 645  | 601  | 644  |

| 1901 | 1906 | 1911 | 1921 | 1926 | 1931 | 1936 | 1946 | 1954 |
| ---- | ---- | ---- | ---- | ---- | ---- | ---- | ---- | ---- |
| 666  | 755  | 703  | 617  | 600  | 630  | 574  | 661  | 710  |

| 1962 | 1968 | 1975 | 1982 | 1990 | 1999 | 2005  | 2006  | 2010  |
| ---- | ---- | ---- | ---- | ---- | ---- | ----- | ----- | ----- |
| 732  | 730  | 723  | 853  | 947  | 958  | 1 250 | 1 300 | 1 934 |

| 2015  | 2020  | 2022  | - | - | - | - | - | - |
| ----- | ----- | ----- | - | - | - | - | - | - |
| 2 340 | 2 620 | 2 704 | - | - | - | - | - | - |

## Culture locale et patrimoine

### Lieux et monuments
- L'église Saint-Quentin, de construction primitive du XIIe siècle, d'architecture romane et gothique flamboyant, est classée au titre des monuments historiques depuis 2004[37].
- Le château de Bisqueytan est inscrit au titre des monuments historiques depuis 1996[38] ; il s'agit d'une propriété privée non ouverte au public. Son enceinte initiale remonte aux alentours de l'an mille et a fait l'objet de plusieurs remaniements autour notamment d'une tour édifiée par les ducs d'Aquitaine réaménagée à plusieurs reprises aux XIIe et XIIIe siècles[39].

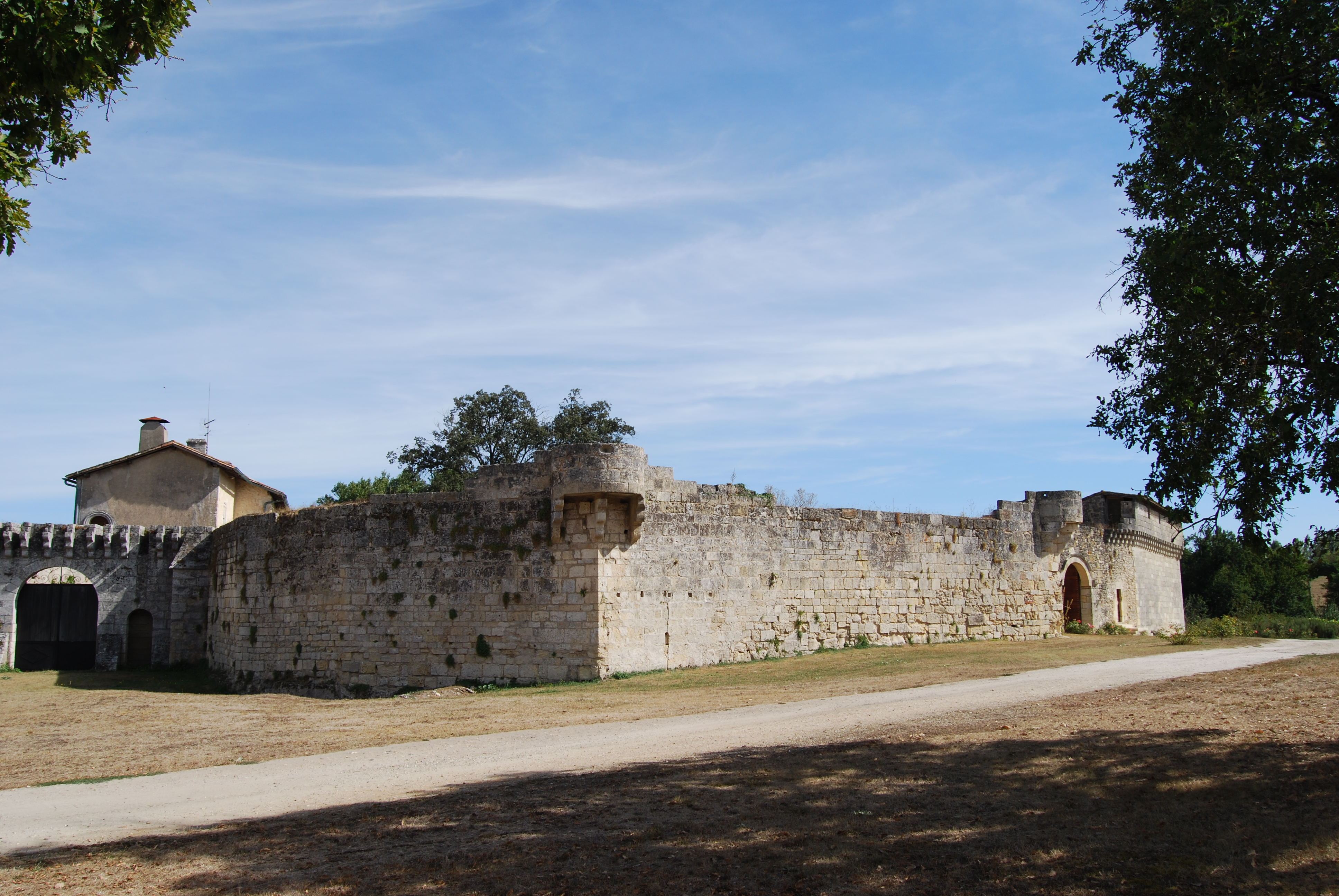
Château de Bisqueytan
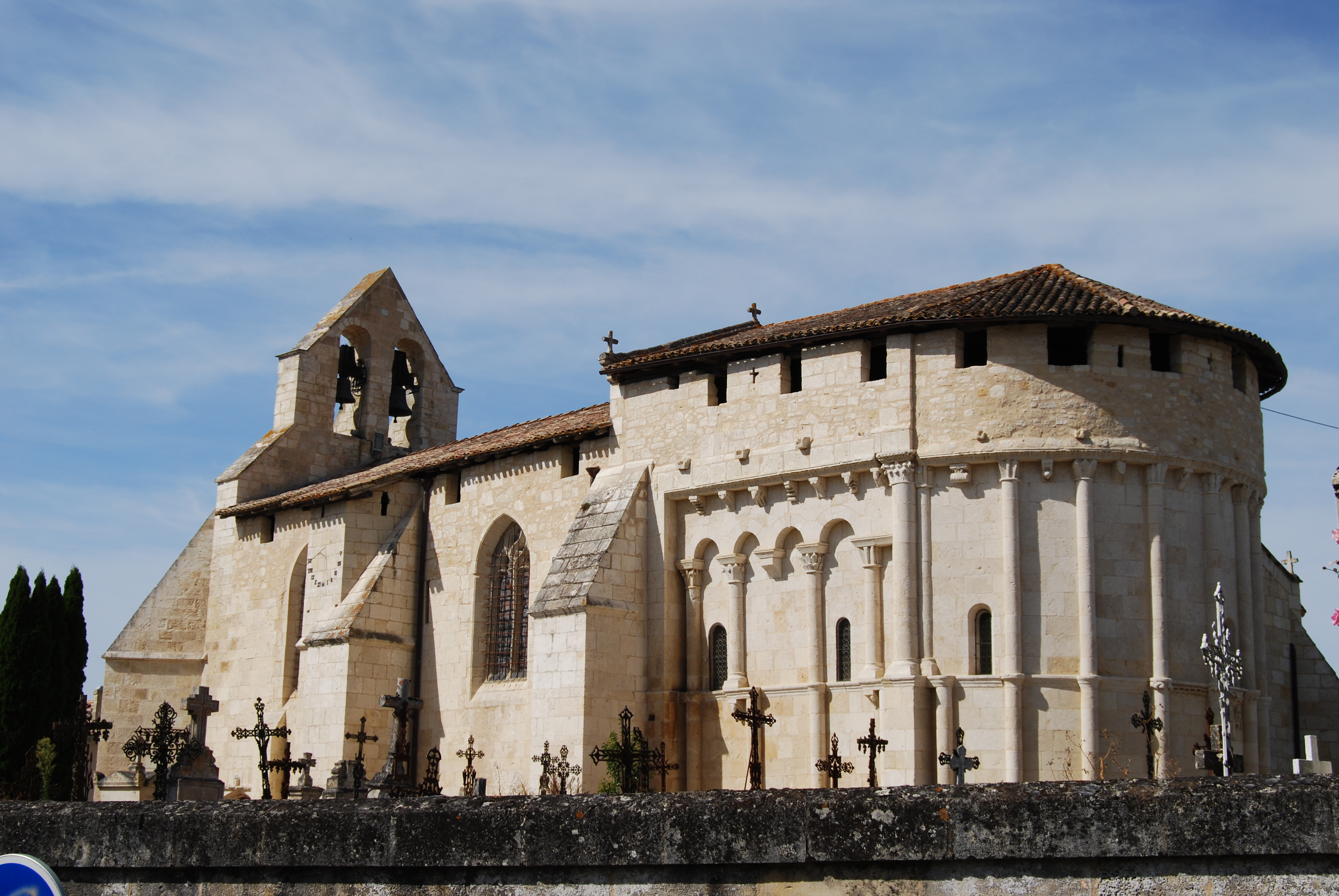
Église Saint-Quentin

### Personnalités liées à la commune
- En 1476, Jean de Pins achète et rénove le château de Bisqueytan, endommagé par la guerre de Cent Ans[40].
- Le 17 mars 1751, Montesquieu rachète le château, en copropriété avec Jean-Joseph de Cursol[41],[38].
- En 2016, le milliardaire chinois Jack Ma achète le château de Sours, un vignoble à Saint-Quentin-de-Baron[42].
- Le cycliste Éric Vermeulen est né dans la commune en 1954.

### Héraldique
| Blason de Saint-Quentin-de-Baron | Blason  | Écartelé: au 1er d'azur à la fontaine monumentale du lieu d'or, aux 2e et 3e d'or à trois pals de gueules, au 4e d'azur à la pomme de pin d'or. |
| Blason de Saint-Quentin-de-Baron | Détails | Le statut officiel du blason reste à déterminer.                                                                                                |